# Nacionalinis susivienijimas
Nacionalinis susivienijimas (dt. Nationale Vereinigung) ist eine konservative und nationalistische politische Partei in Litauen. Sie wurde am 7. März 2020 gegründet. Der Vorsitzende ist Philosoph und Professor Vytautas Radžvilas (* 1958). Die Partei vertritt rechte, nationalkonservative, antikommunistische, pro-christliche Ansichten, lehnt die Vertiefung der Integration der Europäischen Union ab und vertritt die Strategie des „globalen Litauens“.

## Geschichte
Im Januar 2016 wurde die Bewegung „Vilniaus forumas“ errichtet. 2018 entstanden analoge Bewegungen in anderen Städten in Litauen, sie fusionierten zu der nationalen Bewegung „Tautos forumas“.
2019 trat die Bewegung als  Visuomeninis rinkimų komitetas „Vytautas Radžvilas: susigrąžinkime valstybę!“ bei der Wahl zum Europäischen Parlament an.
2020 nahm die Partei bei Parlamentswahl in Litauen 2020 ohne Erfolg teil. Bei der Kommunalwahl in Vilnius 2023 bekam die Partei 4,66 % Stimmen und 3 Mandate.
Bei  Parlamentswahl in Litauen 2024 wurde der Listenführer Vytautas Sinica (*  1990) und ehemaliges Partei-Mitglied Martynas Katelynas (* 1995) in den 14. Seimas ausgewählt.